# 周禎 (弘治進士)
周禎（1468年—？），字天兆，號梅川，浙江紹興府山陰縣人，民籍，明朝政治人物。

## 生平
弘治八年（1495年）乙卯科浙江鄉試第二十七名舉人。弘治十五年（1502年）中式壬戌科會試第八十八名，三甲第二十名進士。选庶吉士，授检讨，不久参与纂修《孝宗实録》，执事经筵，正德中，以疾乞归。周祯长于古文词，醇厚典雅，有西京遗响。诗宗陶（陶潜）、谢（谢灵运），清微淡远。于性理之学，沿流泝源，兼综条贯，一以朱子为归。所著有《梅川集》十二卷。

## 家族
曾祖周達；祖父周永才；父周廷澤，義官。母王氏。具庆下。弟周祥；周礽（正德戊辰进士）；周祚（正德辛巳进士）；周襗（嘉靖丙戌進士）。周礽子周浩，嘉靖乙未進士，官大理寺卿。